# Процесс и ошибка
«Проце́сс и оши́бка» (англ. Trial and error) — комедия об актере, заменяющем своего друга-адвоката. Премьера состоялась 19 мая 1997 года.

## Сюжет
Успешный адвокат Чарльз Татл (Джефф Дэниэлс) только что стал партнёром в юридической фирме своего будущего тестя. Но буквально накануне свадьбы он оказывается вынужден по просьбе/заданию шефа на один день выехать в Неваду на судебное разбирательство по делу, касающемуся его шурина, дяди своей невесты.
Старый друг Чарльза, малоуспешный актёр Ричард Риетти (Майкл Ричардс), будущий свидетель со стороны жениха, полон решимости соблюсти традицию и закатить для него образцовый мальчишник. Но наутро после «мероприятия» Чарльз окажется недееспособен и нетранспортабелен, и исполнять в суде роль нью-йоркской «акулы юриспруденции» придётся Ричарду.

## В ролях
- Майкл Ричардс — Ричард Риетти
- Джефф Дэниэлс — Чарли Татл
- Шарлиз Терон — Билли Тайлер
- Джессика Стин — Элизабет Гарднер
- Остин Пендлетон — судья Пол Графф
- Рип Торн — Бенджамен Гиббс
- Александра Уинтфорд — Тиффани Уитфилд
- Дженнифер Кулидж — Жаклин «Джекки» Тюрро
- Лорэнс Прессман — Уитфилд
- Дейл Дай — доктор Герман Стоун
- Макс Кассела — доктор Браун
- МакНелли Сигал — ассистент Чарльза
- Кеннет A. Уайт — Хэнк Крэббит
- Кейт Миллс — Бак Норман
- Зайд Фарид — Бейлифф